# ぴーかんテレビ
『ぴーかんテレビ』は、1998年3月30日から2011年8月4日まで東海テレビで放送されていたローカルワイド番組。東海テレビ本社Aスタジオからの生放送を行っていたが、2011年8月4日に発生したセシウムさん問題により放送打ち切りとなった。

## 概説
主婦をターゲットにした番組で、東海3県での情報をバラエティ形式で提供していた。月曜から金曜までの週5日の帯で放送を行っていた。デジタル放送でのハイビジョンに加え、ローカルワイドとしては珍しくレターボックス形式でのアナログ放送を早い段階から実施していた番組である。
この番組は、2005年12月23日放送分までは「ぴーかんテレビ 元気がいいね!」（ぴーかんテレビ げんきがいいね）と題して放送されていたが、2006年1月4日放送分から採用したタイトルロゴでは「ぴーかんテレビ」あるいは「P-can」（ピーカン）とだけ表記されており、以来「元気がいいね!」が使われることはなかった。同日より番組はハイビジョン制作へと移行し、また、安斎肇デザインのキャラクターをマスコットキャラクターに用いるようになった。その後、タイトルロゴを「P▶︎CAN」（ピーカン）に改めた際に前述のマスコットキャラクターを廃止し、若干ながら報道番組色を強めた。安定した視聴率を記録したが、後述の放送事故（セシウムさん騒動）の発生がきっかけで番組打ち切りとなった。
放送回数は、『ぴーかんテレビ 元気がいいね!』から放送終了時点で通算3620回に上った。また、2002年度、2010年度の平均視聴率は歴代最高の5.5%だった（「『ぴーかんテレビ』検証報告書」より）。

## 放送時間
時刻はいずれもJST、2011年時点の放送時間。

### ぴーかんテレビ
2000年3月31日までは全日9時55分から10時55分までの60分番組だった。同年4月7日からは金曜版のみを11時10分にまで延長したが、2009年4月3日からは当初の放送時間とほぼ同じ長さにまで戻すなど、放送終了時刻の変更がたびたび行われていた。また、2003年3月29日までは土曜の同じ時間帯にも放送されていたが、同枠はその日をもって廃止された。この土曜版には、磯野貴理子やDonDokoDonなどが出演していた。
- 毎週月曜 9:55 - 11:30 （2009年10月-番組終了）
- 毎週火曜 9:55 - 11:30 （2010年4月-番組終了）
- 毎週水曜 9:55 - 11:30 （2011年1月-番組終了）
- 毎週木曜 9:55 - 11:00 （2010年4月-番組終了） - 11:00からは下記『別冊!ぴーかんテレビ』（べっさつぴーかんテレビ）を放送。
- 毎週金曜 9:55 - 11:30 （2009年10月-番組終了）

### 別冊!ぴーかんテレビ
2009年10月1日から放送されている関連番組。同年12月までは11時15分までの15分番組で、その当時は番組本編で特に人気が高かった特集を再放送していたが、その後、一時放送休止状態に入った『しあわせ家族図鑑』の枠を取り込んで30分に拡大し、替わってその日の特集とインフォマーシャルを放送するようになった。2011年8月4日放送分では後述の「セシウムさん事件」を起こし、ぴーかんテレビの終了を招くこととなった。
- 毎週木曜 11:00 - 11:30 （2010年1月-番組終了）

## 出演者

### 司会
| 期間      | 期間      | 男性       | 女性     |
| --------- | --------- | ---------- | -------- |
| 1998.3.30 | 2000.3.31 | 小田島卓生 | 稲葉寿美 |
| 2000.4.3  | 2004.3.26 | 庄野俊哉   | 稲葉寿美 |
| 2004.3.29 | 2006.9.29 | 庄野俊哉   | 武藤祐子 |
| 2006.10.2 | 2011.8.4  | 福島智之   | （不在） |

- 磯野貴理子 - 土曜版に出演。
- DonDokoDon - 土曜版に出演。

### コーナー司会
- 平野裕加里 - 「新聞チョイス!」担当。
- 宮本忠博 - 「どーも気になる!」担当。
- 福田知鶴 - 「きょうの朝漬け」（月曜）・「芸能レビュー!」担当。
- 勅使河原由佳子（東海テレビアナウンサー） - 企画VTRリポーター・「きょうの朝漬け」担当。『別冊!ぴーかんテレビ』では福島とともに司会を務める。
- 岡田考平（東海テレビアナウンサー） - 「きょうの朝漬け」・「エンタメレビュー!」担当。かつては土曜版の進行を担当していた。
- 山浦ひさし - 企画VTRリポーター・「吊りごろ吊られごろ」担当。

※以下は番組終了時の出演者。

### レギュラーコメンテーター
- 月曜：宮川俊二、大東めぐみ、水野裕子
- 火曜：蟹瀬誠一、神野三枝、高井一（東海テレビアナウンサー）
- 水曜：諸星裕（隔週）、山崎元（隔週）、熊田曜子、高井一
- 木曜：内田忠男、金子貴俊（隔週）、奥山佳恵（隔週）、高井一
- 金曜：奈美悦子、井上トシユキ、中村豪（やるせなす）

### 芸能コメンテーター
金曜の「芸能レビュー!」に週替わりで出演。
- 井上公造
- 駒井千佳子
- 遠田智子
- 長谷川まさ子

### リポーター
- 山浦ひさし
- 勅使河原由佳子
- 水城あやの
- 川崎郁美
- 彦摩呂 - 主に祝日特集の「らーめんロード」にVTR出演。以前は料理コーナーのレギュラーだった。
- ギャル曽根 - 主に祝日特集の「爆食ペロリロード」にVTR出演。

### しあわせ通販 by一番本舗
- 真渓ハナ - 当初はリポーターを務めていた。
- 泉聡（オレンジ）

### プレゼント・告知・天気コーナー
- 月曜：鈴原あいみ
- 火曜：近藤久美子
- 水曜：中条友莉
- 木曜：小室直子
- 金曜：小川真梨恵

### ナレーター
- 日比野正裕

### アシスタント
- 林マヤ - 火曜担当。

### レギュラーコメンテーター
- 原田さとみ

### 料理コーナーレギュラー
- 平野寿将 - 隔週出演。
- 加藤敏彦 - 隔週出演。
- 奥薗壽子 - 隔週出演。

### リポーター
- 山川美保
- 織田淳子 - 「旬のお買いもの」コーナーを担当していた。
- 高瀬桃子
- 今井由実子（当時東海テレビアナウンサー） - 2007年3月31日付で東海テレビを退社。
- 清水美紀（当時東海テレビアナウンサー）
- 斉藤誠征（東海テレビアナウンサー）
- 藤田陽子
- 藪みゆき
- 大石まゆみ
- 武井正晴（当時東海テレビアナウンサー） - 人事異動により降板。

## 番組構成
番組の大まかな流れは以下の通り。
新聞チョイス!（月曜 - 金曜）
その日の朝刊・スポーツ紙から気になる記事を紹介するコーナー。
ど〜も気になる!（月曜 - 金曜）
政治・経済から芸能情報まで、世間の関心事を徹底追跡するコーナー。
吊りごろ吊られごろ（木曜）
複数の週刊誌の中吊り広告の中から、気になる芸能記事について紹介するコーナー。
芸能レビュー!（金曜）
井上公造ら芸能レポーターをゲストに迎え、話題の芸能情報を解説してもらうコーナー。名古屋限定の芸能情報も伝えていた。
特集コーナー
料理の献立・健康・家庭内での節約方法・銀行口座の賢い利用法など、生活に役立つ情報を日替わりで紹介するコーナー。
祝日は番組内容がほぼ全編特集コーナーになり、「らーめんロード」、「爆食ペロリロード」、「城のある街を歩こう」といったシリーズ企画が放送されていた。
旬のお買いもの
火曜のコーナーで、買い物前にチェックしておきたい旬の情報を提供している。デジタル放送ではデータ放送を実施していた。
ランキングパラダイス
木曜のコーナーで、売れ筋アイテムのトップ5をランキング形式で紹介していた。
スラッシュQ
祝日などを中心に不定期で実施している視聴者参加型クイズコーナー。より多くの参加者に賞品が当たることを目的に、「1000万人の常識クイズ」からリニューアルした。視聴者は携帯電話やパソコンを通じて、あるいはデータ放送を通じてクイズに答えることができた。2、3回の区切りを設けることで番組の途中からでも参加可能にしていた。スタジオ出演者やリポーターが解答者として参加し、中継先でもその場に集まった者たちにクイズに参加させていた。賞品は、成績が上位10位以内の者などを対象に贈られた。生放送ゆえにハプニングやトラブルも起こっていた（後述）。末期は前述の祝日向け特集コーナーがメインになっている為に行われなかった。
P-1グランプリ（金曜）
嫁姑問題や浮気・不倫などの身近な問題について、視聴者の実体験を元に再現ドラマで紹介するコーナー。

## 「セシウムさん問題」と番組の打ち切り
2011年8月4日（木曜日）放送「別冊!ぴーかんテレビ」内の「しあわせ通販」のコーナーで、秋田県産稲庭うどんのテレビショッピングを放送している途中、画面がコーナーとは無関係の「岩手県産のお米、ひとめぼれ3名プレゼント」の当選者発表画面に切り替わり、その当選者の名前に「怪しいお米 セシウムさん」や「汚染されたお米 セシウムさん」という不適切な内容の映像（電子フリップ）が23秒間（11:03:35 - 11:03:58、JST）にわたって表示される放送事故が発生した（画面のみが切り替わり、音声、ナレーションはうどんの紹介のままだった）。
本来、「怪しいお米」、「汚染されたお米」の部分には当選者の住所（市町村名）、「セシウムさん」には当選者氏名を入れる予定だった。
『ぴーかんテレビ』は翌8月5日以降の放送を休止し、その後も再開されることがないまま、8月11日付で正式に放送が打ち切りとなった。

## スタッフ
- 総合プロデューサー：高村幹
- プロデューサー：横田誠
- プロデューサー・ディレクター：田中聡
- 制作著作：東海テレビ

（「ぴーかんテレビ不適切テロップ問題検証報告書」より抜粋）